# El Morisco
El Morisco és una masia situada al municipi d'Avinyó a la comarca catalana del Bages.
És una masia de dues plantes, golfes amb una superfície aproximada de 510 m2. Té una era, un cobert i una pallissa que queden tancats pel baluard.